# Kadıköy (Yüksekova)
Kadıköy (kurd. Kadyan) ist ein Dorf im Landkreis Yüksekova der türkischen Provinz Hakkâri. Kadıköy liegt in Südostanatolien auf 1900 m über dem Meeresspiegel, etwa 17 km westlich Yüksekova am Fuße der Ausläufer des Uludoruk. 
Der kurdische Name Kadyan ist beim Katasteramt registriert.
Im Jahr 2009 hatte die Ortschaft 1.228 Einwohner in ca. 150 Haushalten.